# کلیسای ایاصوفیه، نسبار
کلیسای سنت صوفیا (به بلغاری: Църква Света София، یونانی بیزانس: Ναός Αγίας Σοφίας)، همچنین به عنوان اسقف مقدس قدیمی (بلغاری: Старата митрополия) یک کلیسای ارتدکس شرقی در نسبار، بلغارستان شرقی است. این کلیسا در محله قدیمی شهر واقع شده‌است که بخشی از فهرست میراث جهانی یونسکو و 100 مکان گردشگری بلغارستان است.

## ویژگی‌های تاریخ، معماری و هنری
این کلیسا در مکانی قرار دارد که مرکز شهر باستان تلقی می‌شود. این بنا یک بازیلیکا سه شبستانه، طاق دار است که دارای یک محراب نیمه دایره ای، یک نارتک و یک دهلیز است. طول کلیسا ۲۵٫۵ متر و عرض آن ۱۳ متر است. تقسیم بنا به سه شبستان، توسط دو ردیف پنج ستون مستطیل سنگی انجام شده‌است. شبستان میانی (۹٫۳ متر عرض) از سمت شرق به یک محراب بسته بزرگ منتهی می‌شود، که از خارج گرد و از داخل سه ضلعی است. سه پنجره قوسی در دیواره شرقی، بالای محراب وجود دارد. کلیساها قبلاً دارای سقفی دو-شیب بوده که در اینجا این سنت حفظ نشده‌است. در آغاز کلیسا از داخل گچ بری شده بود و سپس با نقاشی دیواری مزین شد. کل کف از موزاییک‌هایی پوشیده شده بود که از سنگهای رنگی کوچک ساخته شده‌اند. این بنا دارای سنگ‌تراشی‌های ساخته شده از آجر و سنگ است، و بزرگترین کلیسای نسبار است که از ساختار رو زمینی آن باقی مانده‌است.
در سمت راست این بذور بلوک مرمری قرار دارد که با آیه ای از مزامیر عهد عتیق حک شده‌است، می‌توان آن را از طریق گچ افتاده خواند: و بگذار فریاد به تو برسد!.
بازیلیکا در اواخر قرن ۵ و اوایل قرن ۶ ساخته شده‌است. شکل ظاهری امروزی آن از ابتدای قرن ۹، زمانی که بازسازی شد، قدمت دارد. در قرون وسطی به عنوان کلیسای جامع برای سلطنت اسقف اعظم در نسبار مورد استفاده قرار می‌گرفته‌است. این کلیسا کلیسای اسقف اعظم مسمبریا (به انگلیسی Mesembria) بود. در سال ۱۲۵۷ این کلیسا در طی لشکرکشی علیه امپراتوری بلغارستان توسط ونیزی‌ها غارت شد و بسیاری از آثار مذهبی به کلیسای سن سالواتوره در ونیز برده شد. باسیلیکا در قرن هجدهم به حال خود رها شد.

## نگارخانه

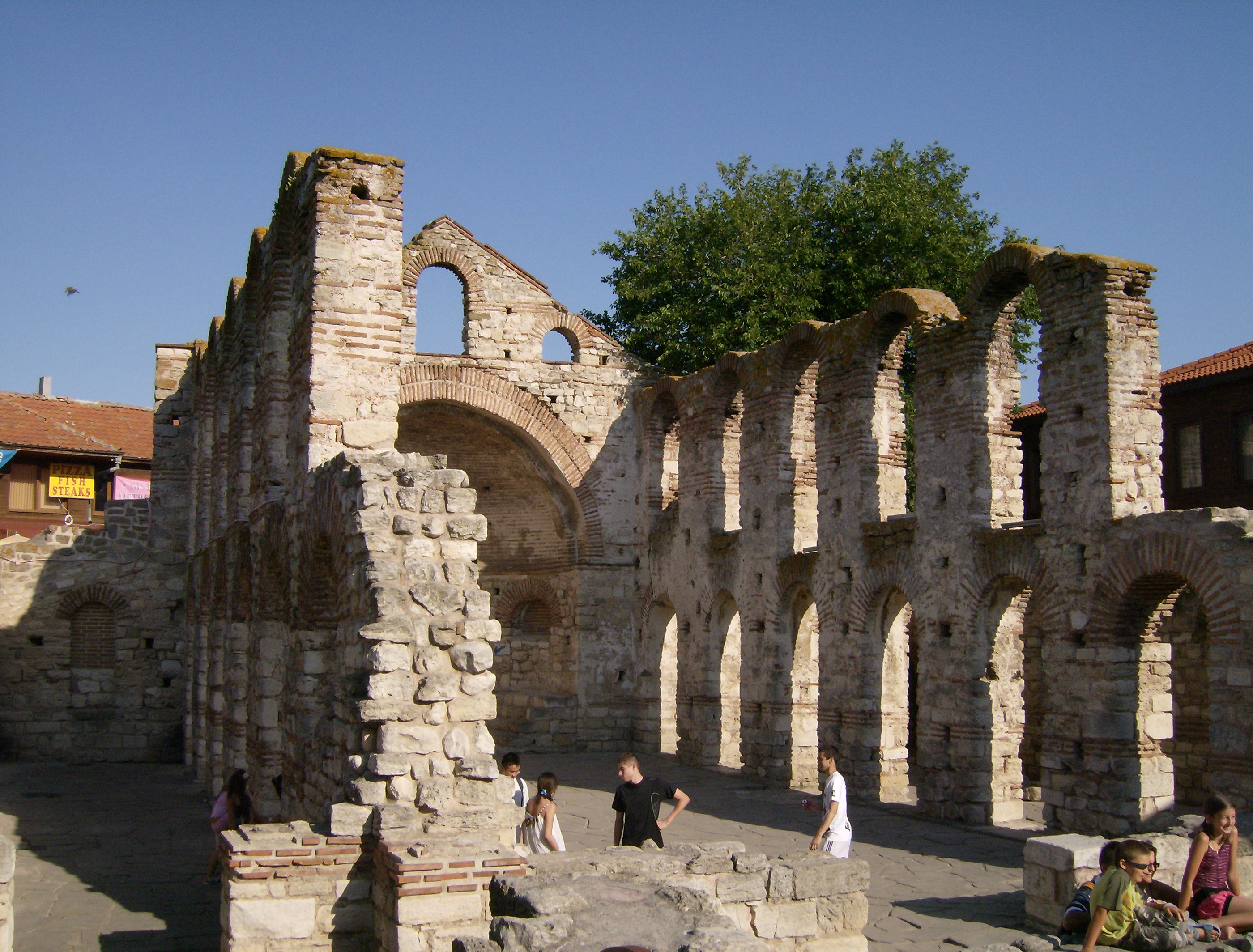
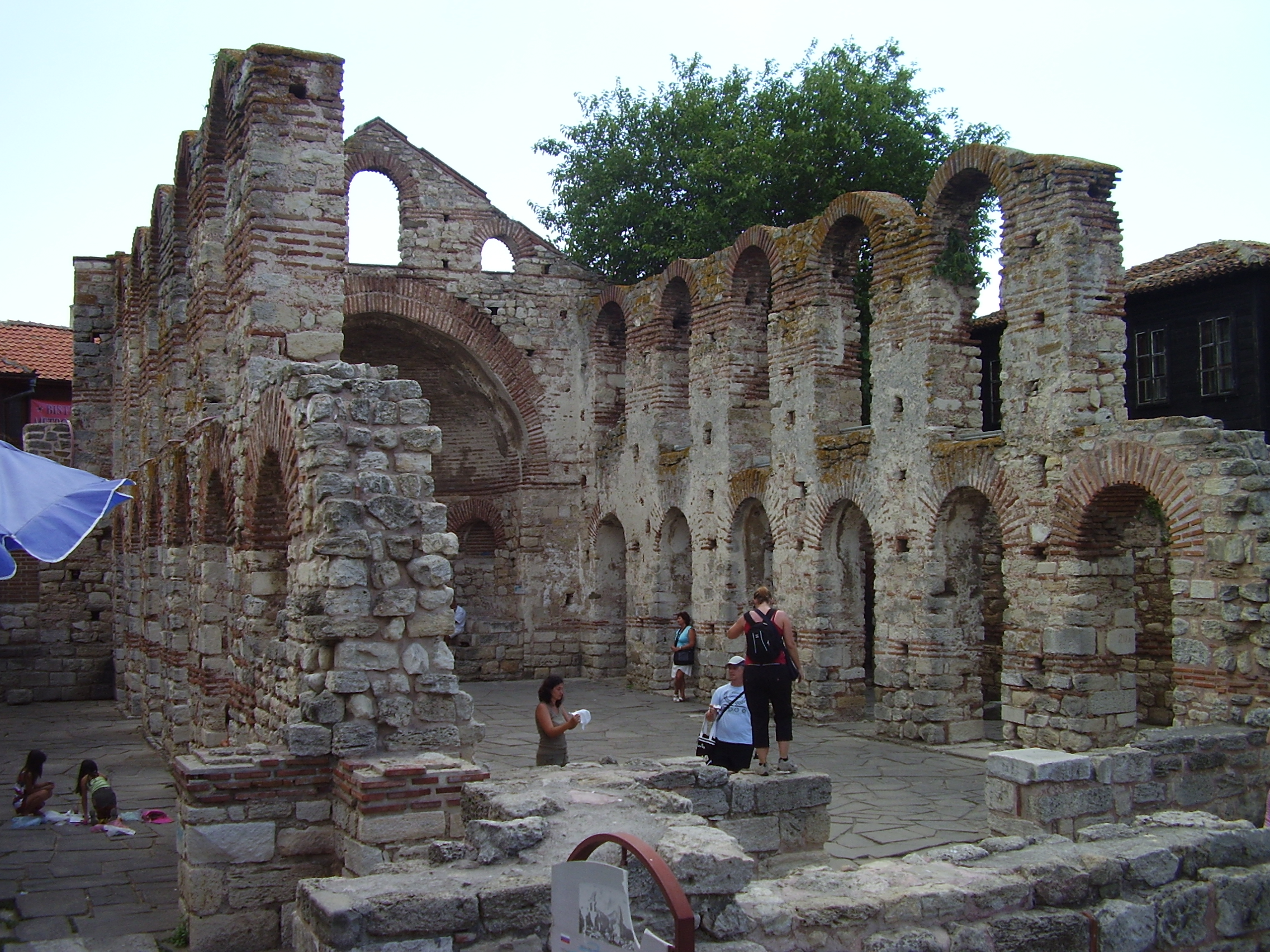
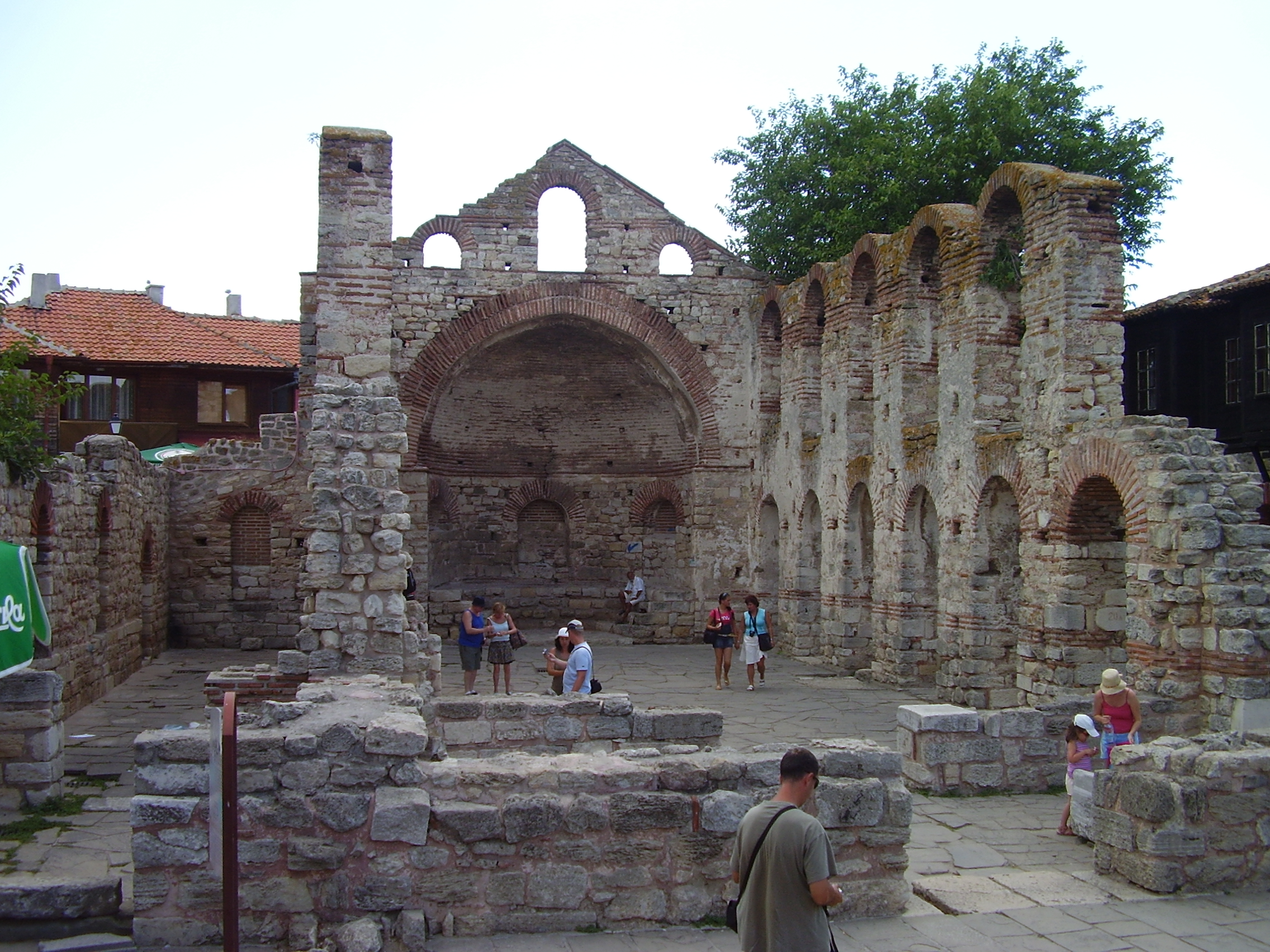
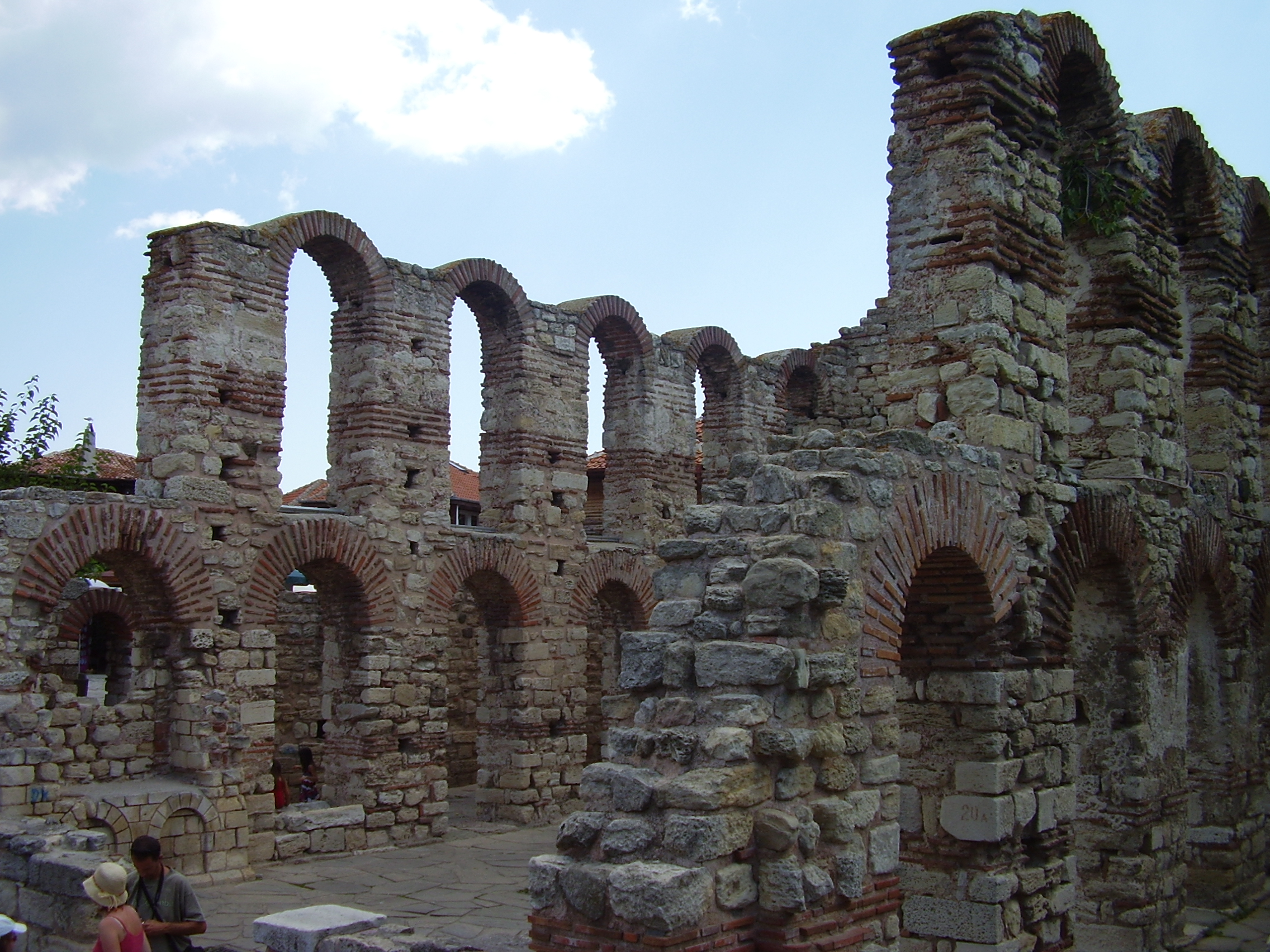
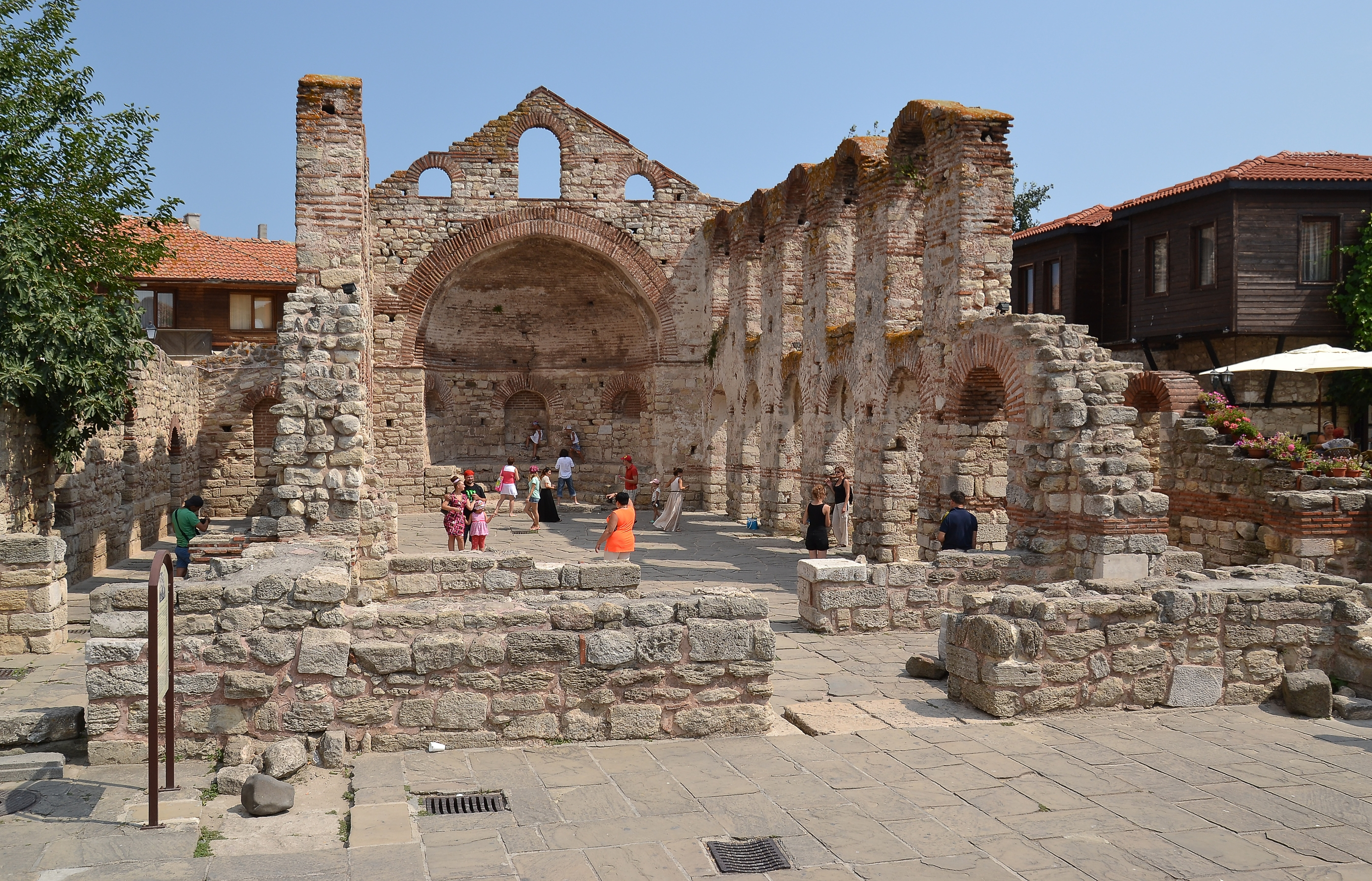
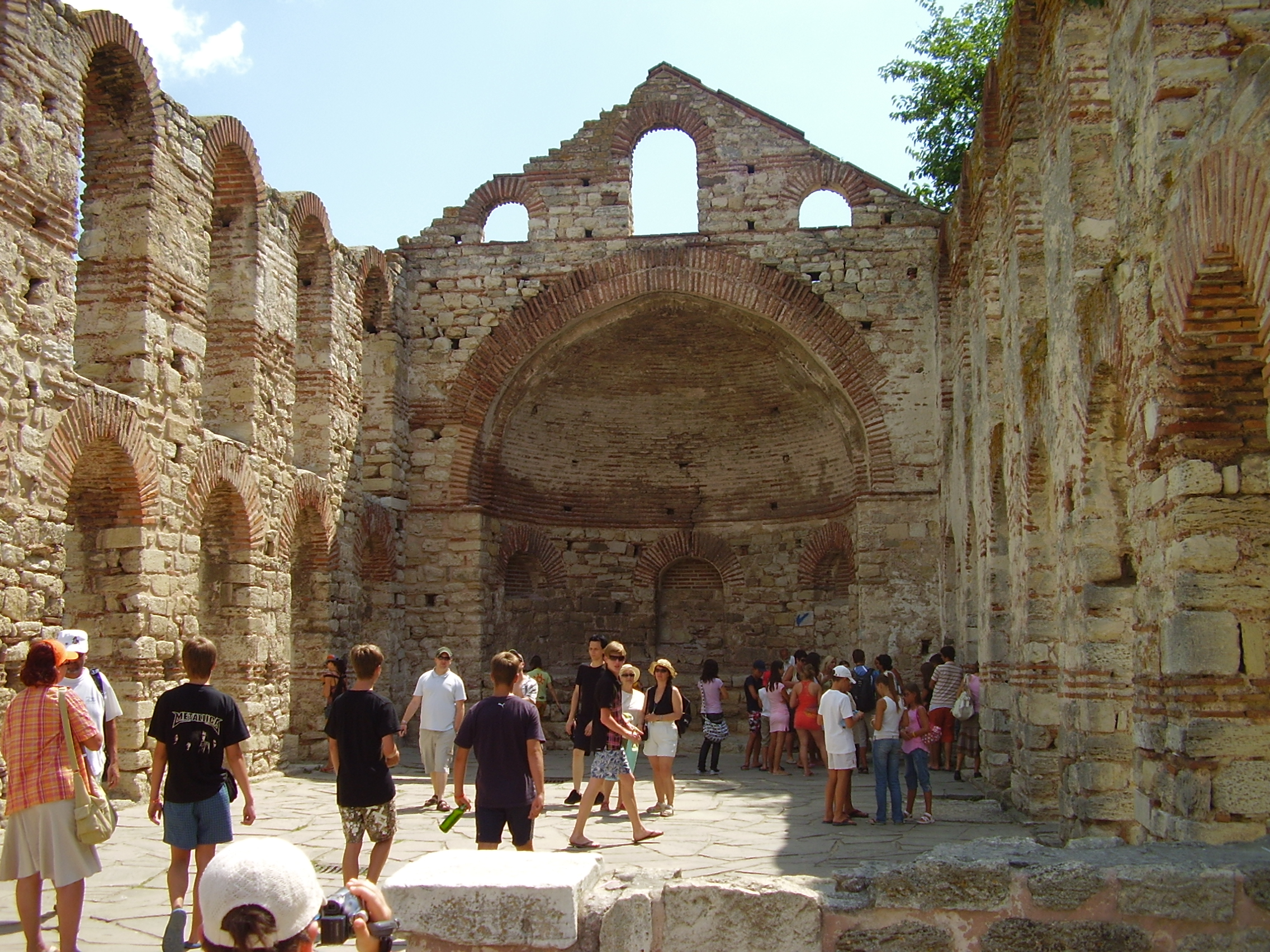
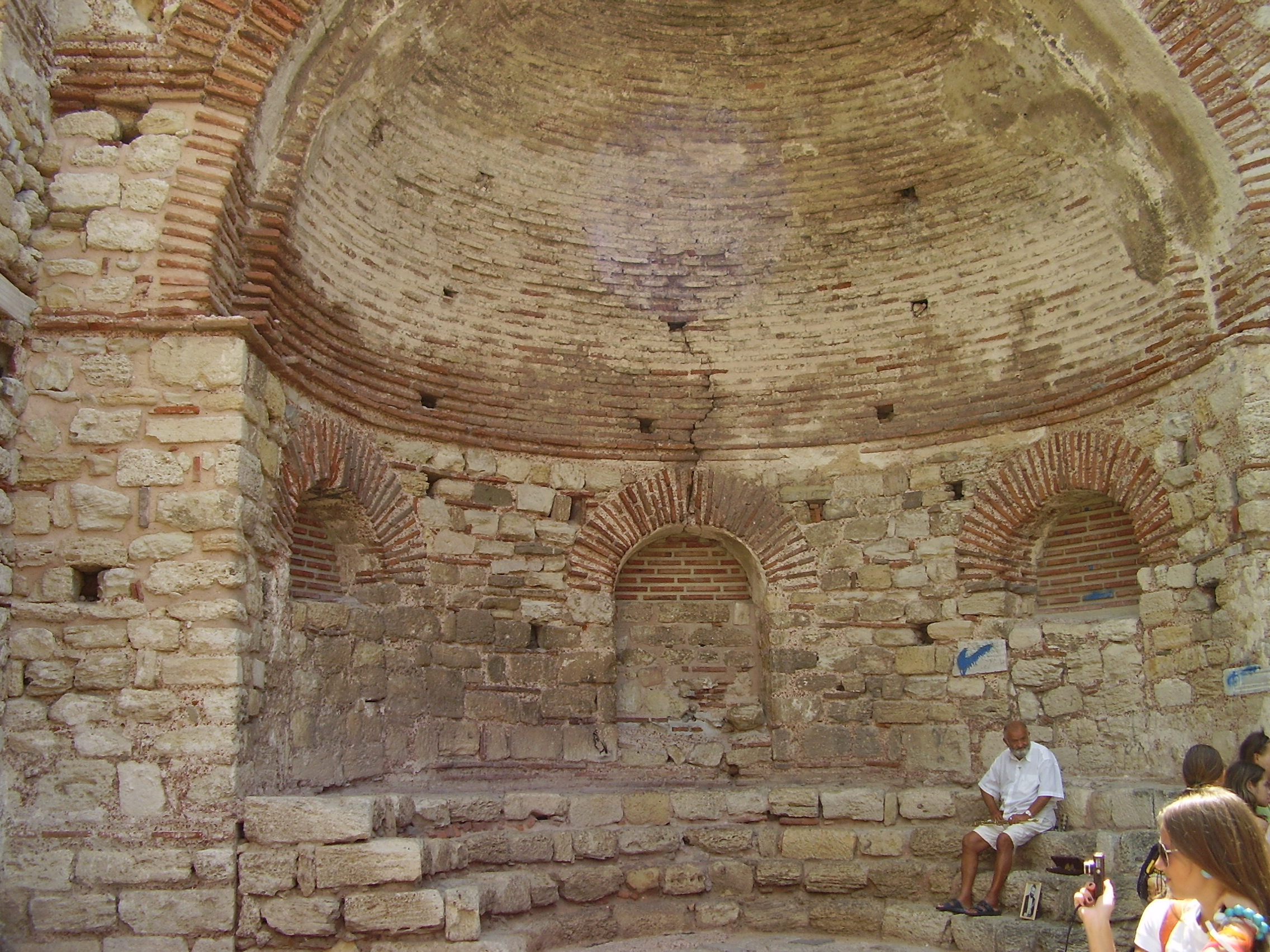
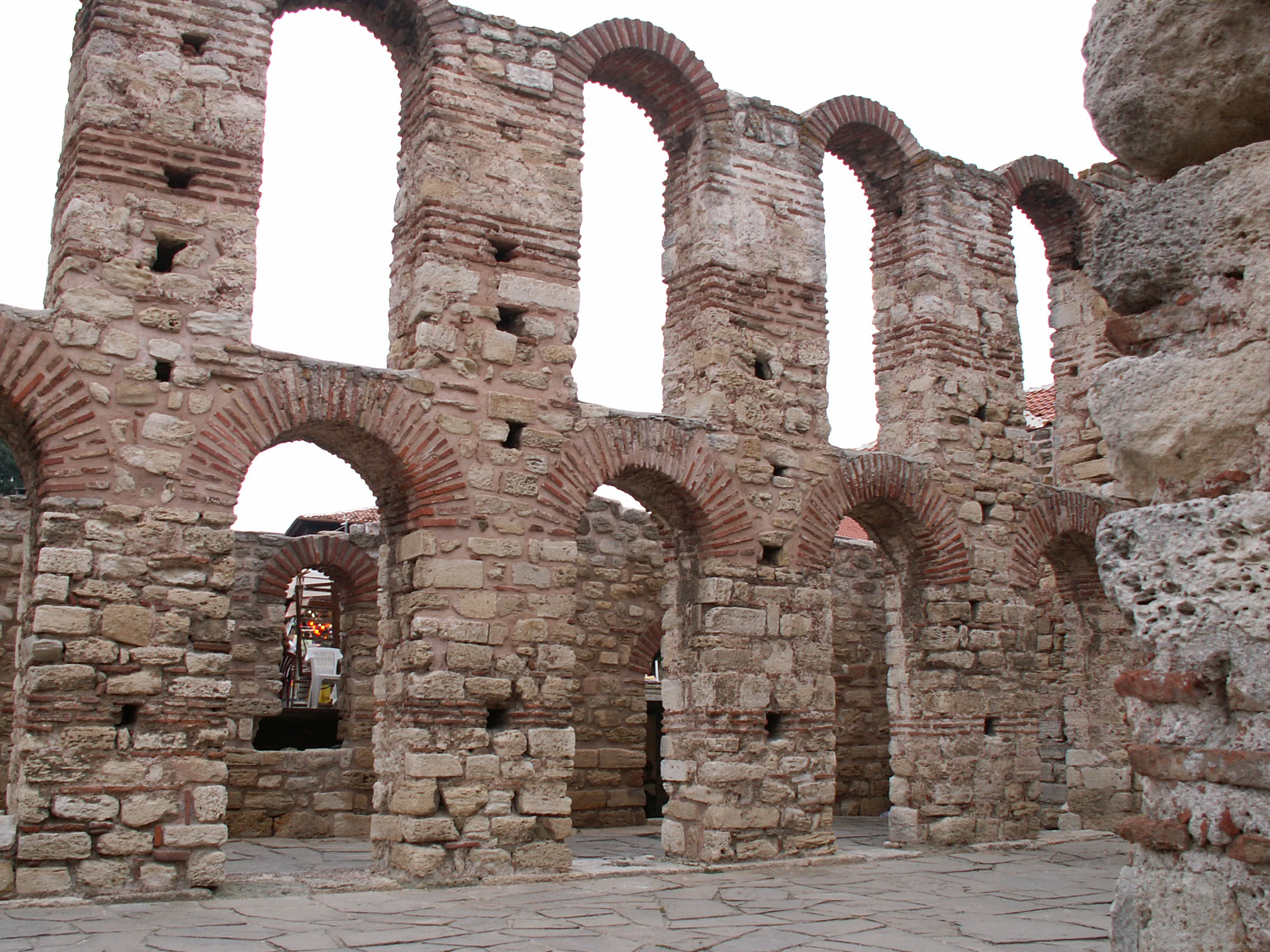

## پیوندهای مرتبط
- مسجد ایا صوفیه (ترکیه)